# اونانوو
اونانوو (به چکی: Únanov) یک منطقهٔ مسکونی در جمهوری چک است که در شهرستان زنویمو واقع شده‌است.
 اونانوو ۱۲٫۱۵ کیلومتر مربع مساحت و ۱٬۱۶۳ نفر جمعیت دارد و ۲۹۰ متر بالاتر از سطح دریا واقع شده‌است.